# François Boissonnot
François Boissonnot est un homme politique, notaire français né le 1er juillet 1752 à Saint-Paul en Gironde où il est décédé le 7 janvier 1829.

## Biographie
Député à l'Assemblée constituante de 1789, il est notaire à Saint-Paul quand il est élu, le 9 avril 1789, député du tiers état aux États généraux de 1789 par la sénéchaussée de Bordeaux. Il siège à gauche, et se fait, dans la séance du 17 février 1791, l'interprète de la municipalité de Blave qui le charge de mettre sous les yeux de l'Assemblée le procès-verbal de la prestation de serment faite par « M. Siozard, curé de cette ville, et M. Lavergne, ci-devant chanoine, actuellement aumônier de l'hôpital ». Le Moniteur du 5 septembre 1791 cite Boissonnot parmi les soixante députés choisis par le président de l'Assemblée, qui sont chargés de porter à Louis XVI la constitution promulguée le 3 septembre 1791 et instituant en France une monarchie constitutionnelle..